# 松村裕幸
松村 裕幸（まつむら ひろゆき、1948年 - ）は、日本の国際連合職員。国際連合世界食糧計画（WFP）日本事務所元所長。岩手県釜石市出身。

## 人物・経歴
岩手県釜石市出身。1970年（昭和45年）上智大学外国語学部ポルトガル語学科卒業。1979年（昭和54年）に国際連合（UN）に入り、国際連合開発計画（UNDP）メキシコ事務所に勤務の後、1982年（昭和57年）に国際連合世界食糧計画（WFP）職員となる。アフリカ各地で18年間、食糧援助活動に従事。2000年（平成12年）7月、同日本事務所所長に就任。